# Wells, Somerset
Wells är en stad och en civil parish i Somerset, England. Orten har 10 406 invånare (2001). Byn nämndes i Domedagsboken (Domesday Book) år 1086, och kallades då Welle / Wella.